# Centrotusoides congoensis
Centrotusoides congoensis är en insektsart som beskrevs av Capener 1972. Centrotusoides congoensis ingår i släktet Centrotusoides och familjen hornstritar. Inga underarter finns listade i Catalogue of Life.